# Kyiv Tango Orchestra
Kyiv Tango Orchestra — український музичний колектив. Заснований у 2011 році в Києві.

## Історія
Kyiv Tango Orchestra - музичний феномен України, він був першим і довгий час єдиним в Україні танго-оркестром, який виконує танго в оригінальному складі: скрипка, акордеон, рояль і контрабас. Kyiv Tango Orchestra підірвав культурний простір України в 2011 році, перевернувши в свідомості багатьох, саме уявлення про стилі танго. Репертуар Kyiv Tango Orchestra складається з декількох різноманітних програм: це танго «Золотого століття», TANGO NUEVO, світові хіти в стилі танго, а також відомі українські народні теми, аранжовані в дусі танго.
Стиль, неймовірна енергетика, найвище художнє та професійне виконання в елегантному обрамленні, і нарешті, фірмове звучання - все це квартет віртуозів  Kyiv Tango Orchestra. Концерти квартету Kyiv Tango Orchestra – завжди велика подія і завжди яскраве свято, адже рівень майстерності музикантіва, так само як і елегантний стиль виконання, з перших акордів дивує і повністю захоплює слухача, занурюючись в світ високої музики. Kyiv Tango Orchestra з величезним успіхом виступали на найбільших концертних майданчиках України. Також виступали у Німеччині, Китаї, Лівані, Казахстані, Швейцарії що, без сумніву, розширило аудиторію шанувальників. Квартет за ці 11 років зазнавав трансформацій і склад учасників змінювався. Змінилась і назва квартету. Так, з 2011 по 2019 включно квартет мав назву: Kyiv Tango Project, але після зміни складу учасників з 2020 року слово «Project” було замінено на слово «Orchestra”. Партію скрипки, раніше виконував Кирило Шарапов, а потім Тетяна Койчуренко та Назарій Барвінський, зараз скрипку виконує викладач Тернопільського музичного коледжу, диригент студентського камерного оркестру Тарас Видиш. Партію фортепіано виконує незмінна учасниця колективу, серце квартету, його мотор, автор та артистичний директор Kyiv Tango Orchetsra - Тетяна Павлічук-Тишкевич. Партію контрабаса - зірка українського контрабасового мистецтва - Назарій Стець. Партію акордеона - віртуоз, який грає не тільки на кнопковому акордеоні, а ще й на сопілці, пан-флейті та ін. - Остап Конашук.
Усі учасники квартету - відомі музиканти України, лауреати та переможці українських та міжнародних конкурсів, володарі іменних стипендій та премій від держави, магістри Національної музичної академії України (НМАУ), виконавці багатьох прем‘єр творів українських композиторів, активні волонтери з початку повномасштабної російсько-української війни.

## Склад
- Тетяна Павлічук-Тишкевич - рояль
- Тарас Видиш - скрипка
- Остап Конашук - акордеон
- Назарій Стець - контрабас